# Atypena adelinae
Atypena adelinae är en spindelart som beskrevs av Alberto Barrion och James A. Litsinger 1995. Atypena adelinae ingår i släktet Atypena och familjen täckvävarspindlar.
Artens utbredningsområde är Filippinerna. Inga underarter finns listade.